# Global Mobile Satellite System
 (février 2018).
Le Global Mobile Satellite System (GMSS) est un regroupement de plusieurs fournisseurs de services téléphoniques par satellite desservant des clients privés.
En 1996, l'Union internationale des télécommunications a introduit l'indicatif international +881 pour la composition directe vers des téléphones de transporteurs du groupe GMSS. À ce moment, le transporteur Inmarsat avait déjà obtenu les indicatifs internationaux +870 à +874.
En 2008, des plages de numéros ont été attribuées à quatre transporteurs GMSS :
- Iridium Satellite LLC ;
- Globalstar ;
- Ellipso (un service non opérationnel, sans satellites lancés) ;
- ICO Global (en).

Voici ces plages de numéros :
| Transporteur    | Plages de numéros |
| --------------- | ----------------- |
| ICO Global (en) | +881-0 +881-1     |
| Ellipso         | +881-2 +881-3     |
| Non attribué    | +881-4 +881-5     |
| Iridium         | +881-6 +881-7     |
| Globalstar      | +881-8 +881-9     |

## Numéros de téléphone associés en dehors de l'indicatif GMSS
Inmarsat est un fournisseur de communications par satellite, mais il offre principalement des services maritimes et la compagnie n'est généralement pas considérée comme faisant partie du groupe GMSS.
Globalstar attribue généralement à ses abonnés un numéro local dans le pays où ils sont basés, plutôt qu'un numéro de leur indicatif GMSS.
Iridium utilise également des numéros de téléphone basés en Arizona pour ses téléphones Iridium pour ceux qui ne veulent pas ou ne peuvent pas appeler directement le numéro avec l'indicatif GMSS qui est généralement très coûteux à utiliser.
Thuraya a obtenu la plage de numéros +882-16, dans l'indicatif +882 des réseaux internationaux.